# Leptodactylus bufonius
Leptodactylus bufonius é uma espécie de anfíbio  da família Leptodactylidae.
Pode ser encontrada nos seguintes países: Argentina, Bolívia, Brasil e Paraguai.
Os seus habitats naturais são: matagal árido tropical ou subtropical, campos de gramíneas subtropicais ou tropicais secos de baixa altitude, lagos de água doce intermitentes, marismas de água doce, pastagens e lagoas.